# فيديل مالدونادو
فيديل مالدونادو (بالإنجليزية: Fidel Maldonado)‏ مواليد 23 يوليو 1991 في ألباكركي، هو ملاكم محترف أمريكي يصنف ضمن فئة وزن الوسط.

## إحصائيات
خاض خلال مسيرته 26 نزالا، فاز في 21 ولم يتعادل وخسر في 3. فاز بالضربة القاضية في 18 نزالا.

## روابط خارجية
- فيديل مالدونادو على موقع بوكس ريك (الإنجليزية) (registration required)